# لیزا دالبی
لیزا دالبی (انگلیسی: Liza Dalby؛ زاده ۱۹۵۰) انسان‌شناس، رمان‌نویس، نویسنده و گیشای اهل ایالات متحده آمریکا بود.
وی همچنین برندهٔ جوایزی همچون برنامه فولبرایت شده است.